# ويكيبيديا الهندية
ويكيبيديا الهندية (الهندية:हिन्दी विकिपीडिया) هي النسخة الهندية من موسوعة ويكيبيديا تاريخ إطلاقها كان في يونيو 2003. اعتبارًا من مارس 2025، احتوت ويكيبيديا الهندية على 165٬243 مقالة. في يونيو 2020، كانت هناك 38 مليون مشاهدة للموسوعة. في 30 أغسطس 2011، أصبحت أول موسوعة هندية تتجاوز 100,000. تكتب اللغة الهندية باستخدام النص الديفاناغارية يتطلب البرنامج النصي أدوات تحويل صوتية معقدة ليتم كتابتها على الأجهزة. وبالتالي يتوفر محول الأبجدية الاتينية الصوتية على موقع ويكيبيديا الهندية، لذلك يمكن استخدام لوحة المفاتيح الرومانية للمساهمة باللغة الهندية دون الحاجة إلى استخدام أي برنامج خاص.
ويكيبيديا الهندية هي ثاني أشهر ويكيبيديا في الهند بعد النسخة الإنجليزية. ومع ذلك، فإن أكثر من 85% من مشاهدات صفحات ويكيبيديا في الهند لا تزال على النسخة الإنجليزية. ومع ذلك، بين يناير 2016 ويناير 2021، ارتفعت حصة ويكيبيديا الهندية من 2% إلى 8٪.

## استخدام مجموعة أدوات ترجمة جوجل
أطلقت ويكيبيديا الهندية في 11 يوليو 2003. في يوليو 2008، أعلنت جوجل أنها كانت تعمل مع الويكيبيديون الهنود لترجمة مقالات باللغة الإنجليزية إلى الهندية وترجموا منذ عام 2008 600,000 كلمة باللغة الهندية باستخدام مزيج من ترجمة جوجل والتحقق اليدوي. ساهمت هذه الترجمة في نمو الموقع.

## مسار التقدم
- 11 يوليو 2003 - أطلقت ويكيبيديا الهندية
- 25 يناير 2005 - بلغت عدد المقالات على ويكيبيديا الهندية 1000 مقالة.
- 16 يناير 2007 - بلغت عدد المقالات على ويكيبيديا الهندية 5000 مقالة.
- 14 مارس 2007 - بلغت عدد المقالات على ويكيبيديا الهندية 10,000 مقالة.
- 6 ديسمبر 2007 - بلغت عدد المقالات على ويكيبيديا الهندية 15,000 مقالة.
- 29 مايو 2008 - بلغت عدد المقالات على ويكيبيديا الهندية 20,000 مقالة.
- 11 يوليو 2008 - الذكرى الخامسة على إنشاء ويكيبيديا الهندية.
- 9 مايو 2009 - بلغت عدد المقالات على ويكيبيديا الهندية 30,000 مقالة.
- 8 سبتمبر 2009 - أصبحت ويكيبيديا الهندية أكبر إصدار من ويكيبيديا باللغات الهندية.
- 14 سبتمبر 2009 - بلغت عدد المقالات على ويكيبيديا الهندية 50,000 مقالة.
- 13 فبراير 2010 - ضَمت ويكيبيديا الهندية أكثر من 25,000 عضو.
- 20 يونيو 2010 - ضَمت ويكيبيديا الهندية أكثر من 30,000 عضو.
- 26 نوفمبر 2010 - ضَمت ويكيبيديا الهندية أكثر من 37,000 عضو.
- 29 يناير 2011 - ضَمت ويكيبيديا الهندية أكثر من 40,000 عضو.
- 14 أغسطس 2011 - تجاوز عدد أعضاء ويكيبيديا الهندية 50,000 عضو.
- 30 أغسطس 2011 - بلغت عدد المقالات على ويكيبيديا الهندية 100,000.
- 21 ديسمبر 2019 - بلغت عدد المقالات على ويكيبيديا الهندية 134,338.

## الإحصائيات
| عدد المستخدمين المسجلين | عدد المستخدمين النشيطين | عدد المقالات | صفحات المحتوى | عدد التعديلات | عدد الملفات المرفوعة | عدد الإداريين |
| ----------------------- | ----------------------- | ------------ | ------------- | ------------- | -------------------- | ------------- |
| 848٬853                 | 1٬257                   | 165٬243      | 1٬366٬047     | 6٬371٬340     | 4٬634                | 7             |